# Blinde Ægtemænd
Blinde Ægtemænd er en amerikansk stumfilm fra 1919 af Erich von Stroheim.

## Medvirkende
| Skuespiller          | Rolle              |
| -------------------- | ------------------ |
| Sam De Grasse        | Robert Armstrong   |
| Francelia Billington | Margaret Armstrong |
| Erich von Stroheim   | Eric Von Steuben   |
| Gibson Gowland       | Sepp               |
| Fay Holderness       |                    |
| Ruby Kendrick        |                    |
| Valerie Germonprez   |                    |
| Jack Perrin          |                    |
| Richard Cummings     | Brunner            |
| Louis Fitzroy        |                    |